# Тит Лонгей Руф
Тит Лонгей Руф (лат. Titus Longaeus Rufus) — государственный деятель времен императора Коммода.
Его отец, Тит Воконий Авл (лат. Titus Voconius Aulus) был префектом II Неустрашимого Траянова легиона.
В 185 году занимал должность префекта Египта. С 185 по 187 год Руф — префект претория.
Известен из латинской надписи в Александрии, в которой награждён эпитетом «выдающийся человек»:

T(ito) Longa<e=T>o Rufo / praef(ecto) Aeg(ypti) praef(ecto) praet(orio) / eminentissimo viro / T(itus) Voconius A(uli) f(ilius) praef(ectus) / leg(ionis) II Tr(aianae) Fort(is) G(ermanicae)— 